# Équipe de Lituanie masculine de kayak-polo
L'équipe de Lituanie de kayak-polo est l'équipe masculine qui représente la Lituanie dans les compétitions majeures de kayak-polo.
Elle est constituée par une sélection des meilleurs joueurs lituaniens.
À ce jour[Quand ?], elle n'a remporté aucun titre majeur ni ne s'est vraiment illustrée dans les grands rendez-vous mondiaux comme les championnats d'europe ou les championnats du monde.

## Palmarès
Parcours aux championnats d'Europe
- 1995 : NQ
- 1997 : 10e
- 1999 : 13e
- 2001 : 12e
- 2003 : NQ
- 2005 : NQ
- 2007 : NQ
- 2009 : NQ
- 2011 : NQ

Parcours aux championnats du Monde
- 1994-2010 : NQ

NQ : Non qualifiée